# Yamaha BR
Yamaha BR 250-serien (1982-2011), på vissa marknader även kallad "Bravo", är en lättviktssnöskoter introducerad som efterträdare till Yamaha ET250. Motorn på 250cc och 18hk är baserad på ET 250-modellens encylindriga tvåtaktsmotor, men gjord mer kostnadseffektiv bl.a. genom att cylinder och topplock är gjutet i ett stycke. Yamaha BR har samma chassi som de senaste ET modellerna hade, t.ex. ET 340 t/r och ET 400 t/r.
Tillverkningen av Br 250 lades ner 2011 på grund av föråldrad tillverkningsutrustning och skärpta miljökrav. I Kanada, som var modellens sista marknad, var BR 250 en alltjämt populär snöskoter i polarregionen tack vare sitt låga pris och sin robusta, okomplicerade uppbyggnad. 

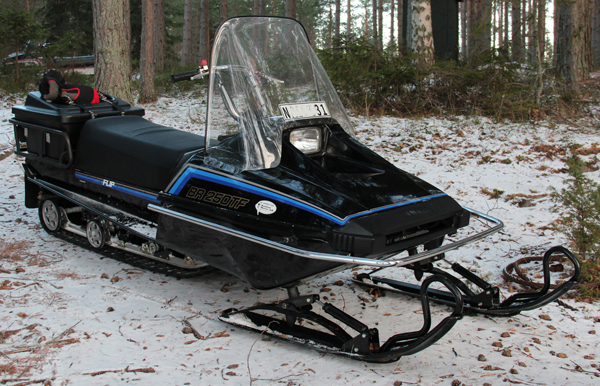
1989 Yamaha BR 250 TF